# Sarcandra
Sarcandra es un género que comprende 4 especies de arbustos perteneciente a la familia Chloranthaceae. Se distribuye por Malasia, China, Taiwán, Laos, Tailandia, Vietnam, Camboya, Japón, India y Sri Lanka. Su especie tipo es S. chloranthoides.

## Descripción
Características generales de la familia Chloranthaceae.
- Arbustos cuyo xilema carece de vasos.
- Hojas elíptico-lanceoladas a obovadas, acuminadas, glabras, aserradas a crenado-serradas, cada diente con una glándula apical.
- Inflorescencias terminales, frecuentemente en grupos de tres, en forma de panícula espiciforme.
- Flores hermafroditas, sésiles, desnudas, con una bráctea basal persistente. Estambre 1, carnoso, claviforme a comprimido dorsiventralmente; antera 2-(3-)-locular, lateral a introrsa. Ovario unicarpelar, globoso a ovoide; estilo ausente, estigma subcapitado.
- Fruto en baya de aspecto de drupa, roja, naranja o negra.

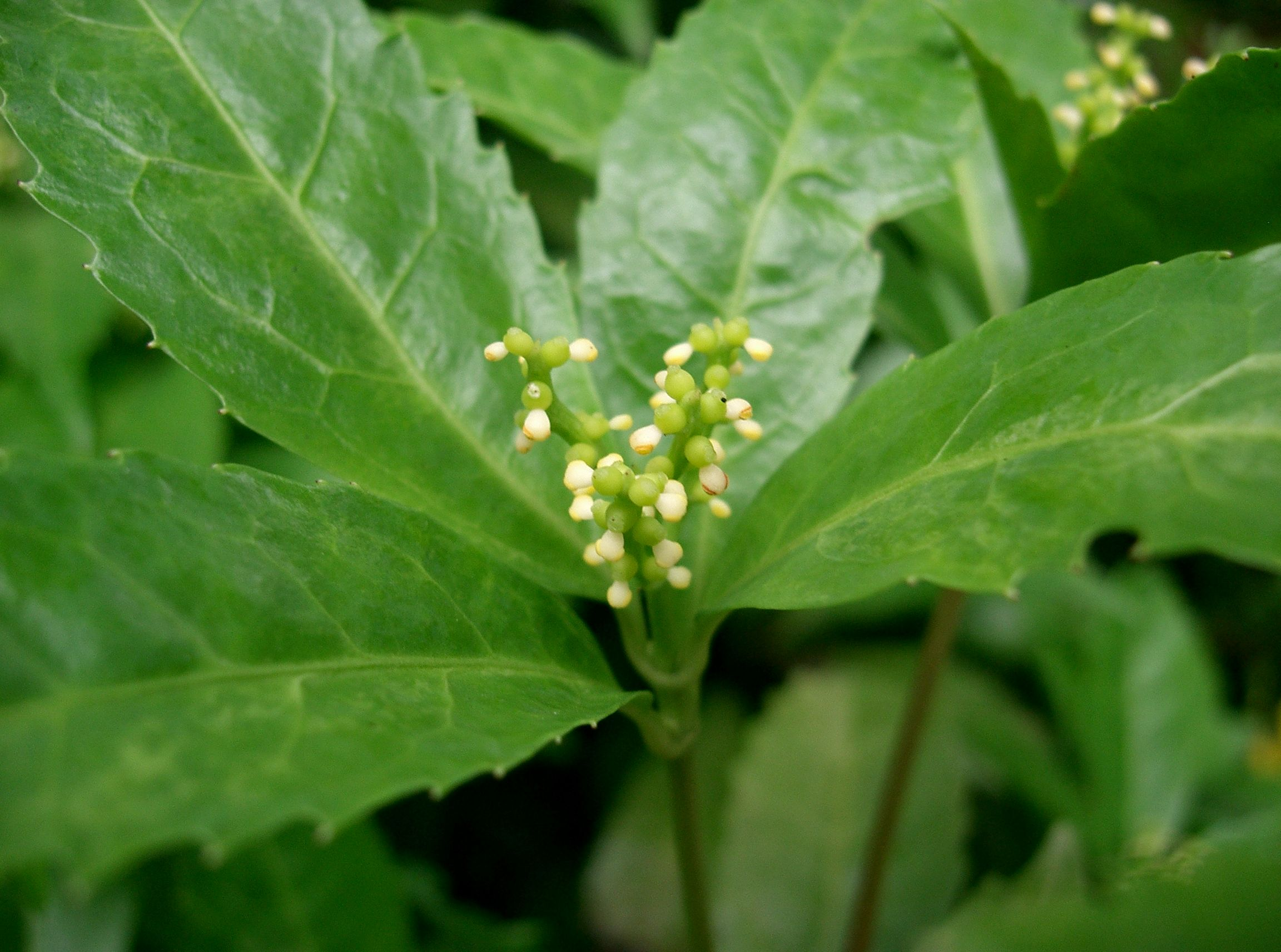
Flores masculinas de S. glabra

## Táxones específicos incluidos
- Especie Sarcandra chloranthoides Gardner, 1846

Distribución: India, Sri Lanka
- Especie Sarcandra glabra (Thunb., 1794) Nakai, 1930

Número cromosómico: 2n = 30.
- Subespecie glabra (= Chloranthus monander R. Br. ex Sims, 1821; Chloranthus denticulatus Cordem., 1862; Chloranthus esquirolii H. Lév., 1914)

Características: Tecas casi tan largas como el conectivo.
Distribución: China, Corea, Japón, Is. Ryu-Kyu, Taiwán.
Altitud: entre los 0-2000 m s. n. m.
- Subespecie brachystachys (Blume, 1829) Verdc., 1985 (= Ascarina serrata Blume, 1827; Chloranthus ceylanicus Miq., 1855-58; Chloranthus ilicifolius Blume ex Miq., 1867; Chloranthus montanus Siebold ex Miq., 1867; Chloranthus brachystachys var. melanocarpus Ridl., 1923; Chloranthus hainanensis C. Pei, 1935; S. hainanensis var. lingshuinensis C.Z. Qiao & Q.H. Zang, 1987; S. hainanensis var. pingbianensis C.Z. Qiao & Q.H. Zang, 1987)

Características: Tecas mucho más cortas que el conectivo.
Distribución: India, Bangladés, China, Burma, Laos, Tailandia, Vietnam, Malasia, Indonesia.
Altitud: entre los 400-1600 m s. n. m.
- Especie Sarcandra grandifolia (Miq., 1855-58) Subr. & A.N. Henry, 1972

Distribución: India
- Especie Sarcandra irvingbaileyi Swamy, 1953

Distribución: India oriental, Sri Lanka

## Usos
Las dos subespecies de S. glabra se usan en la medicina tradicional oriental y como aditivo para dar sabor al té.[cita requerida]